# Lotnycze
Lotnycze (ukr. Льотниче) – wieś na Ukrainie na terenie rejonu włodzimierskiego w obwodzie wołyńskim, liczy 1269 mieszkańców.